# 1. československý revoluční pluk
1. československý revoluční pluk byl pěší pluk zformovaný z českých a slovenských bolševiků, často válečných zajatců či někdejších členů vojska československých legií v Rusku, existující v letech 1918 až 1920. Jakožto součást sovětské Rudé armády se zapojil do bojů ruské občanské války. Byl jednou z několika jednotek Rudé armády sestavených převážně z Čechů a Slováků.

## Historie pluku

### Vznik
Po komunistickém puči v Rusku v listopadu 1917 zůstávalo velení československých legií loajální republikánské vládě a po začátku bojů v rámci rozpoutané ruské občanské války podporovalo bělogvardějskou armádu. Řada jeho levicově smýšlejících příslušníků však s režimem nově vytvořeného Sovětského svazu souzněla a začalo tak docházet k formování jednotek Čechů a Slováků připravených bojovat po boku ruských bolševiků. První takový oddíl byl vytvořen v zajateckém táboře v Berezani v červenci 1917, počátkem roku 1918 vznikl též oddíl o síle asi 350 mužů v Kyjevě.
Největší oddíl byl pak zformován na jaře 1918 v Penze, poté, co v únoru 1918 vznikla Rudá armáda, po názvem 1. československý revoluční pluk. Jeho velitelem se stal někdejší legionář Jaroslav Štrombach. Motto jednotky znělo Ať žije Československá socialistická republika!, čímž se její členové vymezovali proti koncepci vzniku samostatného československého státu prosazované Československou národní radou, tedy okruhem okolo T. G. Masaryka, které podléhaly též ruské čs. legie. V květnu 1918 vydávali příslušníci pluku rovněž vlastní periodikum Pravda, nejprve v ruštině, posléze též v češtině, a časopis Československá Rudá armáda. 

### Ruská občanská válka

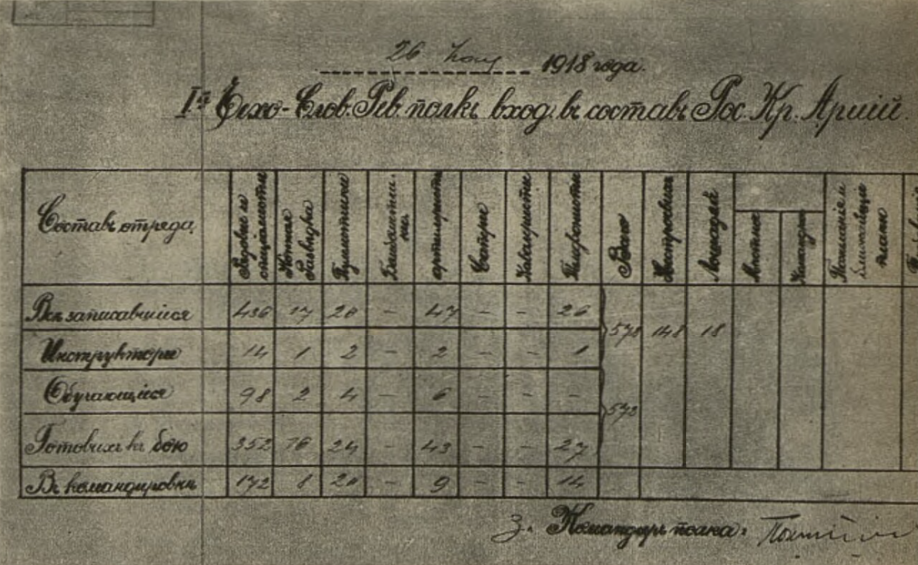
Stav mužstva 1. čs. revolučního pluku v Penze 26. května 1918, před bitvou o Penzu

Ve stejné době, v květnu 1918, byl 1. čs. revoluční pluk odeslán potlačit bělogvardějce v Saratově. V Penze zůstaly náhradní části pluku spolu s dalšími jednotkami Rudé armády vedenými penzenským sovětem. Českoslovenští legionáři zaútočili na město v rámci jejich úsilí obsadit klíčové úseky železniční Transsibiřské magistrály, odkud by se pak přes Vladivostok mohli stáhnout zpět do Evropy. K radikálnímu kroku se vojenské velení čs legií rozhodlo poté, co ústřední vedení bolševiků vydalo rozkazy k odzbrojení legionářů. V boji o město ve dnech 28. až 29. kvetna, kdy proti sobě na obou stranách stáli Češi a Slováci, padlo až 128 příslušníků revolučního pluku.

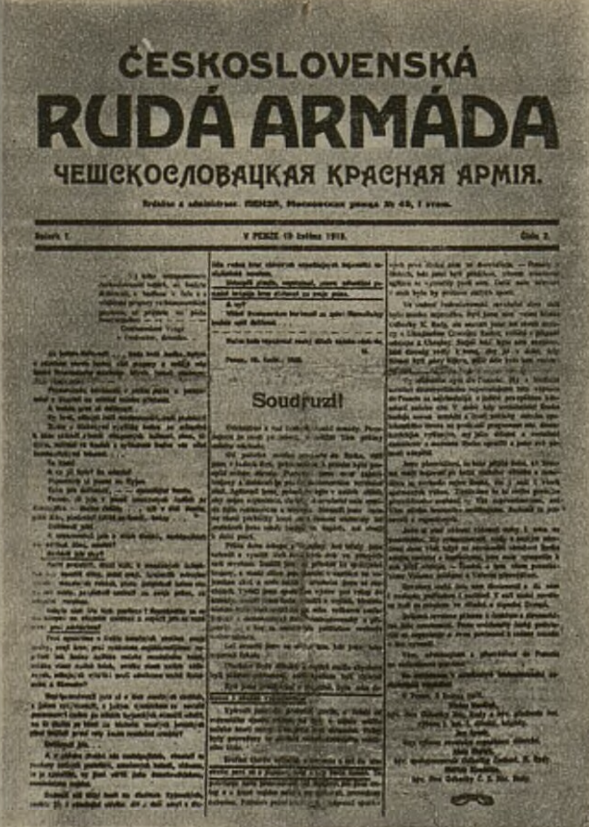
Titulní strana časopisu Československá Rudá armáda z května 1918

Jelikož sovětská moc usilovala o odzbrojení, demobilizaci a de facto zajetí příslušníků čs. legií, vyhodnocovalo legionářské velení československé příslušníky Rudé armády jako vlastizrádce a v případě jejich zajetí někdy docházelo k popravám. Např. v červnu 1918 byli u Lipjag na Ukrajině popraveni oběšením členové 1. čs. revolučního pluku Alois Skoták z Blanska, Josef Pospíšil a J. Očenášek, předtím mělo dojít také k jejich lynčování. 

### Zánik
Pluk se nadále účastnil bojů ruské občanské války, okolo roku 1920 byl pak rozpuštěn.  
Dalšími posléze večejně činnými Čechy, organzovanými v Rudé armádě, byli mj. novinář a spisovatel Jaroslav Hašek, pozdější poslanec Národního shromáždění, generál Československé lidové armády a náměstek ministra národní obrany Alexeje Čepičky Čeněk Hruška, poslanec NS František Kaplan či pozdější ministr zemědělství Protektorátu Čechy a Morava Adolf Hrubý.
Z přibližně 10 tisíc Čechů a Slováků bojujících na straně bolševiků jich asi polovina padla, byla zraněna či byla prohlášena za nezvěstné. Počátkem 20. let se část jeho příslušníků navrátila do nově vzniklého Československa, nemálo z nich se následně zapojilo do formování Komunistické strany Československa (KSČ), vzniklé roku 1921. Menší část z nich, mj. včetně Jaroslava Štrombacha či Arnošta Kužely, v Sovětském svazu posléze zůstala natrvalo. 